# Monuments nationaux de Čajniče
Cet article recense les monuments nationaux situés sur le territoire de la municipalité de Čajniče en Bosnie-Herzégovine et dans la république serbe de Bosnie. La liste établie par la Commission pour la protection des monuments nationaux compte 13 monuments nationaux inscrits sur la liste principale et 1 monument inscrit sur une liste provisoire.

## Monuments nationaux
| Monument                                                                      | Ville ou village  | Géolocalisation | Datation                                           | Commentaire éventuel                                                           | Photo |
| ----------------------------------------------------------------------------- | ----------------- | --------------- | -------------------------------------------------- | ------------------------------------------------------------------------------ | ----- |
| Église de l'Ascension et Église de la Dormition-de-la-Mère-de-Dieu de Čajniče | Čajniče           |                 | Fin du XVe siècle-début du XVIe siècle ; 1857-1863 | Deux églises ; ensemble architectural                                          |       |
| Mosquée de Đakovići                                                           | Đakovići          |                 | 1763                                               | Avec son harem ; vestiges                                                      |       |
| Mosquée de Maldovan Pacha                                                     | Međurječje        |                 | XVIIIe siècle                                      | Vestiges de l'ensemble architectural avec son harem                            |       |
| Évangile de Čajniče                                                           | Čajniče           |                 | Début du XVe siècle                                | Dans le musée des églises de l'Ascension et de la Dormition-de-la-Mère-de-Dieu |       |
| Mosquée de Mir Muhamed                                                        | Čajniče           |                 | Vers 1618                                          | Site et vestiges ; avec son harem                                              |       |
| Nécropole de Mramorje                                                         | Međurječje (Hrid) |                 | Moyen Âge                                          | Avec des stećci                                                                |       |
| Nécropole d'Omeđak                                                            | Sudići            |                 | Moyen Âge                                          | Avec des stećci                                                                |       |
| Nécropole de Stijene                                                          | Batovo (Vihnići)  |                 | Moyen Âge                                          | Avec des stećci                                                                |       |
| Nécropole de Suhodanj                                                         | Milatkovići       |                 | Moyen Âge                                          | Avec des stećci                                                                |       |
| Sept tombes et de vieilles pierres tombales à Dobro Selo                      | Sudići            |                 | ?                                                  |                                                                                |       |
| Mosquée de Sinan Bey Boljanić                                                 | Čajniče           |                 | XVIe siècle                                        | Site et vestiges de l'ensemble architectural                                   |       |
| Vieux cimetière militaire de Hrtar                                            | Milatkovići       |                 | XVe-XVIe siècles                                   |                                                                                |       |
| Mramorovi (Nécropole de Dubac)                                                | Batovo            |                 | Moyen Âge                                          | Nécropole avec des stećci                                                      |       |